# Paty Cantú
Patricia Giovanna Cantú Velasco, detta Paty (Houston, 25 novembre 1983), è una cantante messicana.

## Biografia
Nata in Texas (Stati Uniti), ha vissuto a Guadalajara fin da quando era piccola.
Nel 2000 è entrata a far parte del duo messicano Lu insieme a Mario Sandoval. Il duo è stato attivo fino al 2007.
Nel 2008 ha intrapreso la carriera solista, debuttando nel gennaio 2009 con l'album Me quedo sola.
Lavora saltuariamente anche come attrice.

## Discografia

### Album in studio
- 2009 – Me quedo sola
- 2010 – Afortunadamente no eres tú
- 2012 – Corazón bipolar